# Poa taurica
Poa taurica är en gräsart som beskrevs av H.N.Pojark. Poa taurica ingår i släktet gröen, och familjen gräs. Inga underarter finns listade i Catalogue of Life.